# Aleyrodidae
Gli aleurodidi (Aleyrodidae Westwood, 1840), detti anche aleirodidi o aleurodi o mosche bianche, sono una famiglia di insetti dell'ordine dei Rhynchota Homoptera, sezione Sternorrhyncha. Gli aleurodidi sono gli unici Aleyrodoidea noti attualmente esistenti.

## Importanza e diffusione
Gli aleirodidi sono una famiglia cosmopolita, ma sono principalmente rappresentati nelle regioni tropicali, dove occupano in parte la stessa nicchia ecologica degli Afidi. Rientrano fra i fitomizi di maggiore importanza economica, a causa delle gravi infestazioni e dei conseguenti danni causati, che possono comportare anche la perdita totale dei raccolti.
Nelle regioni temperate sono particolarmente dannose alcune specie, di origine tropicale, divenute cosmopolite o che hanno esteso più o meno largamente il loro areale originario.

## Morfologia degli adulti
Gli adulti degli Aleirodidi sono insetti di piccole dimensioni, con corpo lungo 1-3 mm, di aspetto delicato e di colore giallastro. La pigmentazione è generalmente mascherata dalla marcata copertura polverulenta cerosa, che rende questi insetti di aspetto farinoso.
Il capo è ipognato, di forma globosa, a volte con vertice leggermente pronunciato; è provvisto di due ocelli, disposti ai lati del vertice sopra gli occhi composti, quasi appressati al loro margine superiore. Le antenne sono relativamente allungate e si inseriscono davanti agli occhi e leggermente più in basso; sono composte da sette segmenti, con scapo e pedicello brevi e leggermente ingrossati e flagello composto da segmenti sottili e leggermente allungati; il primo segmento del flagello è visibilmente più lungo degli altri. Gli occhi composti sono reniformi e hanno una caratteristica struttura: ciascun occhio è formato da un numero relativamente limitato di ommatidi, riuniti in due masse completamente separate oppure collegate fra loro da una serie di 1-5 ommatidi. Nel primo caso l'insetto appare perciò come provvisto di quattro occhi. L'apparato boccale è di tipo pungente-succhiante con rostro composto da tre segmenti e da una base membranosa.

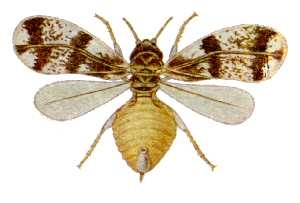
Neomaskellia bergii, aleirodide associato prevalentemente alla canna da zucchero, largamente diffuso nelle regioni tropicali e subtropicali dall'Africa all'Australia.

Il torace presenta il mesonoto più sviluppato degli altri tergiti, che sono invece piuttosto brevi. Le ali sono membranose e trasparenti, talvolta maculate; si presentano però opache e di colore bianco per la copertura cerosa. In riposo si ripiegano a tetto sull'addome ma tenute quasi orizzontali; le ali anteriori sono leggermente più grandi di quelle posteriori. La venatura è un importante carattere distintivo fra le due sottofamiglie che compongono il taxon:
- in Udamoselis la venatura è semplificata, per l'assenza di ramificazioni, ma presenta distinte tutte, o quasi, le nervature principali: in questi aleirodidi primitivi si distinguono la costa (C), la subcosta (Sc), la radio (R), la media (M) e la cubito (Cu) ed è inoltre presente una nervatura anale; la radio si biforca nei rami R1 (ramo del radio) e Rs (settore del radio);
- negli Aleyrodinae la venatura si semplifica notevolmente, riducendosi generalmente a tre nervature longitudinali interpretate, rispettivamente in senso antero-posteriore, come C+Sc, R+M e Cu; quest'ultima è spesso assente, la R+M può biforcarsi nelle due vene principali (radio e media) e, a sua volta, la radio può suddividersi in ramo e settore. In alcuni generi la semplificazione si accentua ulteriormente fino ad avere un'unica vena nella regione remigante, interpretata come R+M.

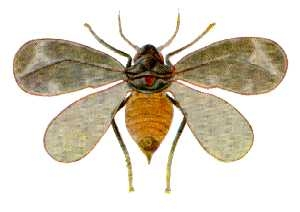
Aleurocanthus spiniferus, altro aleirodide tropicale diffuso in Africa, Asia e Australia.

La venatura delle ali posteriori ripete in modo semplificato quella delle anteriori; negli Aleyrodinae è in genere ridotta ad una sola nervatura.
Le zampe sono sottili e allungate. Le tibie posteriori sono provviste di una fila di setole, usate per distribuire la cera sul corpo. I tarsi sono composti da due segmenti, con pretarsi formati da due unghie e dal processo centrale, rappresentato da un empodio in Udamoselis e da un arolio negli Aleyrodinae.
L'addome è assottigliato alla base ed è formato da 8 uriti apparenti. Gli uriti VIII e IX sono fusi e formano una struttura terminale più ampia degli altri uriti; dorsalmente è presente una depressione, detta vasiforme, in cui si colloca l'urite X, molto ridotto, in cui si apre l'ano. Lo sclerite sopranale è detto opercolo, quello sottoanale è detto lingula. La lingula usata dall'insetto per scagliare a distanza le goccioline di melata, evitando così che queste otturino il vasiforme. Le armature genitali maschili sono composte da due parameri, conformati a pinza, e un pene; quelle femminili da un ovopositore breve.

## Morfologia degli stadi giovanili

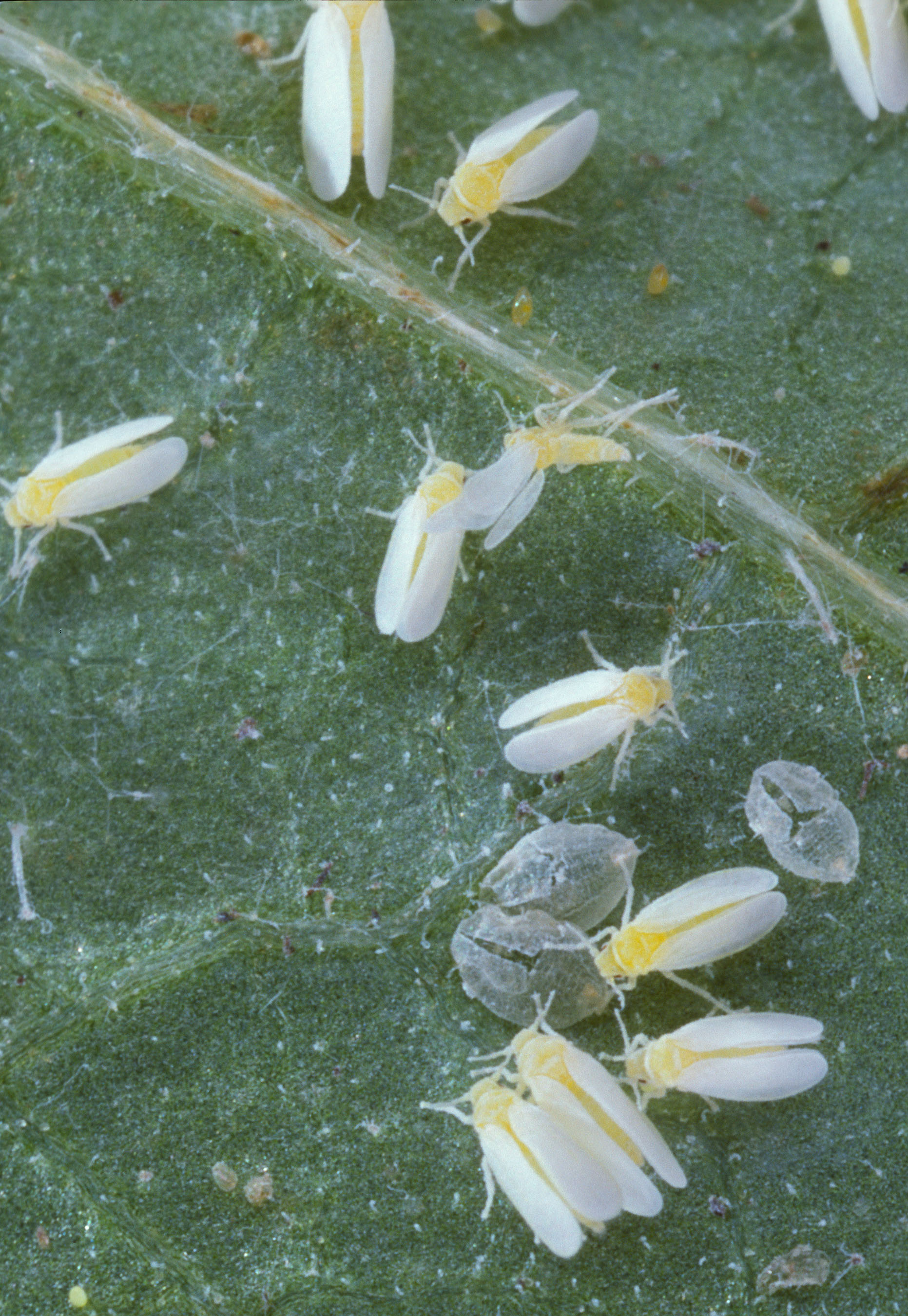
Adulti di Bemisia argentifolii. Sono visibili i resti di tre pupari con la caratteristica apertura a T praticata in seguito allo sfarfallamento.

Lo sviluppo postembrionale degli Aleirodidi è riconducibile ad una forma di neometabolia, detta allometabolia, e si svolge attraverso 5 stadi, di quattro di neanide e uno di ninfa, quest'ultima detta subpupa. Gli stadi giovanili sono di forma più o meno ellittica e appiattita e sono simili a cocciniglie per la notevole semplificazione morfologica e per l'immobilità. Si distinguono immediatamente per la presenza del vasiforme, ma questo esame è possibile solo al microscopio a causa delle piccole dimensioni.
La neanide di 1ª età è mobile e in genere si insedia ad una certa distanza dal punto in cui è nata; è fornita di zampe ben sviluppate e funzionali ed ha antenne di 4 segmenti. Il corpo è traslucido e non presenta coperture cerose. Le neanidi di 2ª, 3ª e 4ª età sono invece immobili, hanno antenne rudimentali e zampe atrofiche.
La ninfa è quiescente (subpupa) e si sviluppa all'interno della cuticola ispessita della neanide di 4ª età, che funge da involucro protettivo, detto impropriamente pupario, la cui morfologia è il principale elemento di determinazione tassonomica. Il pupario può mantenersi sostanzialmente simile alla neanide di 4ª età, oppure può subire una profonda trasformazione; in questo caso, la parte dorsale si distacca da quella ventrale sollevandosi e si forma una parete laterale di cera, dando al pupario l'aspetto di un cofanetto. Il pupario è generalmente privo di copertura cerosa e si presenta di colore giallo o nerastro; in molti Aleirodidi, tuttavia, si forma una copertura cerosa, più o meno abbondante, e di vario aspetto. In diverse specie la produzione di cera è di tale entità da nascondere completamente il pupario; talvolta si sviluppa in forma di abbondanti microfilamenti fioccosi che si elevano fino ad una certa altezza. Un aspetto simile è, ad esempio, quello dell'esotico Aleurothrixus floccosus, fitomizo degli agrumi che da alcuni decenni è ormai comune negli agrumeti delle zone costiere del Mediterraneo; le infestazioni di questo aleurode sugli agrumi sono facilmente individuabili per l'abbondante produzione di cera fioccosa che può anche ricoprire completamente la pagina inferiore delle foglie di interi rametti.
Lo sfarfallamento dell'adulto ha luogo attraverso un'apertura nella zona cefalica, in genere conformata a T. Questo carattere è utile per valutare l'eventuale grado di parassitizzazione da parte di parassitoidi endofagi, i quali in genere sfarfallano praticando un'apertura circolare.

## Riproduzione e ciclo

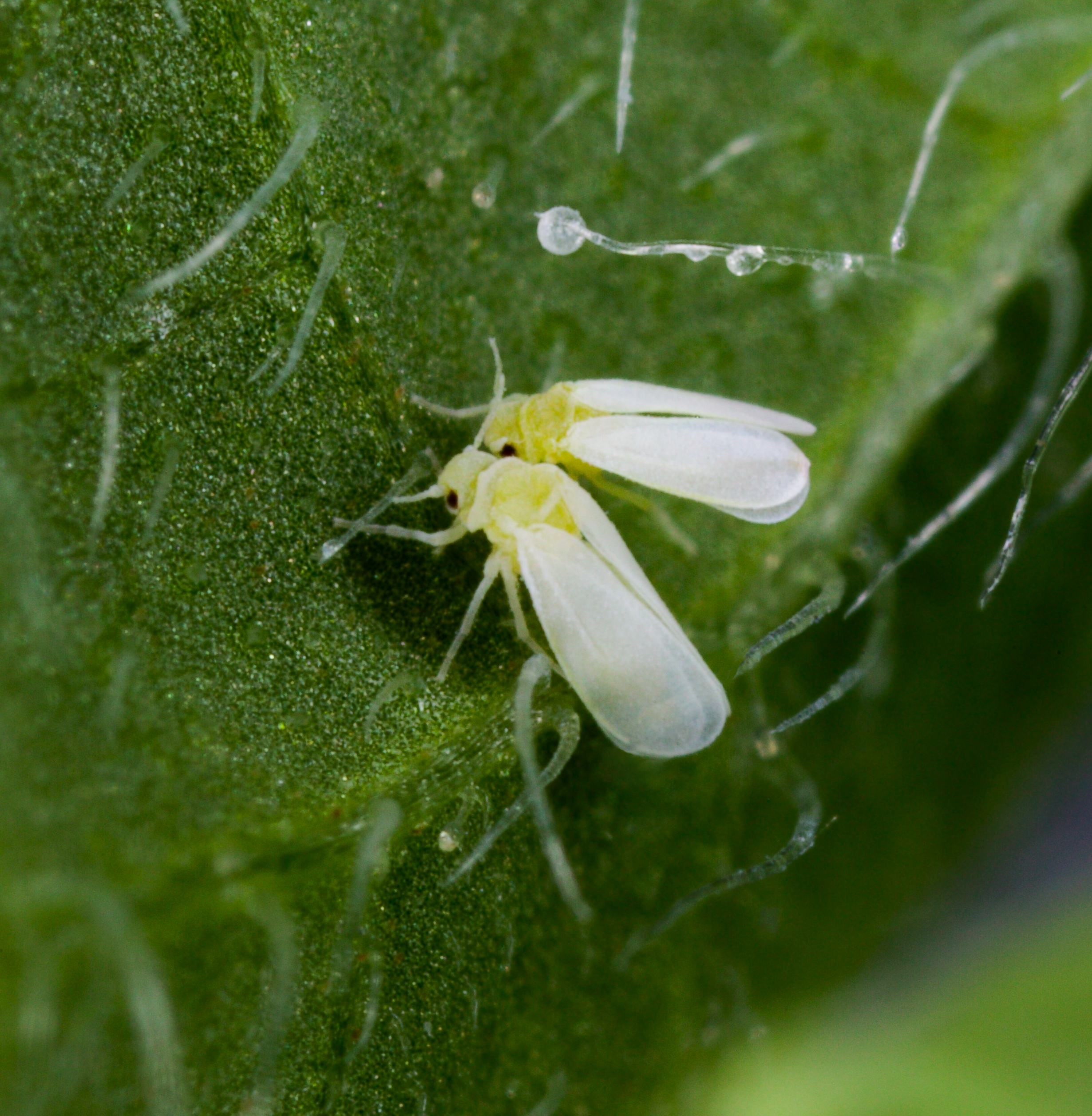
Adulti di Bemisia tabaci.

Gli Aleirodidi sono insetti ovipari che si riproducono generalmente per anfigonia. In molte specie è tuttavia frequente la partenogenesi arrenotoca (maschi aploidi partenogenetici) o quella telitoca (femmine partenogenetiche).
Le uova sono di forma leggermente allungata, provviste di un peduncolo più o meno allungate, fissate in genere sulla pagina inferiore delle foglie. Le ovideposizioni possono avere forme caratteristiche, secondo la specie, in funzione del comportamento assunto dalla femmina. È curioso, ad esempio, il caso della femmina dell'A. floccosus, che all'atto dell'ovideposizione si comporta come un compasso: questo insetto fissa il rostro sulla foglia e lo usa come perno ruotando il corpo intorno a questo punto, mentre depone le uova, descrivendo un'intera circonferenza; le uova sono deposte perciò in serie circolari.
Alcune specie, come l'Aleurode nero dell'olivo (Aleurolobus olivinus), compiono una sola generazione l'anno, ma per la maggior parte della famiglia le specie sono polivoltine e compiono da 2-4 generazioni l'anno fino ad un numero indeterminato, sia nelle regioni tropicali sia in quelle temperate. In alcune specie il ciclo di una generazione può essere così rapido da compiersi in 3 settimane, permettendo all'insetto di compiere numerose generazioni. Questa tendenza si accentua negli aleurodidi delle serre (Trialeurodes vaporariorum e Bemisia tabaci), i quali svolgono un certo numero di generazioni in serra, durante la cattiva stagione, per poi portarsi sulle piante erbacee all'aperto a partire dalla tarda primavera.

## Nutrizione

Schema della camera filtrante degli Aleirodidi. Legenda: 1: stomodeo; 2: tubi malpighiani; 3: camera filtrante con il primo tratto del mesentero e, dietro, il primo tratto del proctodeo; 4: inizio del proctodeo; 5: tratto terminale del mesentero; 6: inizio del mesentero; 7: proctodeo; 8: mesentero; 9: ampolla rettale.

Gli Aleirodidi si nutrono a spese della linfa elaborata aspirata dal floema. Gli organi attaccati sono quasi esclusivamente le foglie e la maggior parte delle specie si localizza nella pagina inferiore.
La dieta altamente specifica e sbilanciata, sotto l'aspetto nutrizionale, implica lo sviluppo di un adattamento anatomico e fisiologico finalizzato alla correzione di questi scompensi e che si manifesta con la presenza della camera filtrante e delle endosimbiosi.
La camera filtrante è un adattamento, presente in molti Omotteri, che permette lo smaltimento di un notevole quantitativo di acqua e zuccheri, assunto in eccesso per bilanciare alcune carenze intrinseche nella composizione chimico-nutritive. Quella degli Aleurodidi si forma con due ripiegamenti del tubo digerente che mettono in rapporto istologico e fisiologico il primo tratto del mesentero con il primo tratto del proctodeo: dopo il passaggio dallo stomodeo al mesentero, il tubo digerente si ripiega due volte, formando una spirale, decorre longitudinalmente in senso antero-posteriore e si ripiega una terza volta per portarsi all'altezza della seconda curva. In questo punto, in corrispondenza della confluenza dei due tubi malpighiani, ha inizio il proctodeo; il suo tratto iniziale è in stretto rapporto con il tratto del mesentero compreso fra le prime due curve, dopo di che si distacca per proseguire in senso antero-posteriore. La fine dello stomodeo, l'inizio e la fine del mesentero, l'inizio del proctodeo e, infine, l'innesto dei tubi malpighiani vengono perciò ad assumere la stessa posizione, all'interno del corpo dell'insetto, proprio in corrispondenza della camera filtrante. Con questo dispositivo, gran parte dell'acqua e degli zuccheri viene deviata direttamente dallo stomodeo al proctodeo senza passare nel mesentero.
Il risultato di questo adattamento, unitamente alla suzione di grandi quantità di linfa, è che gli Aleirodidi producono un'elevata quantità escrementi liquidi ricchi di zuccheri (melata), causando uno degli elementi di danno derivati dalla loro attività.
Le endosimbiosi sono costituite da rapporti trofici intrapresi con microrganismi simbionti localizzati in due grosse formazioni all'interno dell'addome, dette micetomi. I micetomi sono di colore arancione e sono visibili in trasparenza. Le endosimbiosi sono trasmesse alla discendenza, attraverso le uova, con un meccanismo differente dalle altre forme di trasmissione ereditaria riscontrate nei Rincoti: in genere questa trasmissione avviene per penetrazione di cellule microbiche all'interno dell'uovo, mentre negli Aleirodidi la penetrazione avviene ad opera di cellule di origine materna, dette micetociti, che contengono al loro interno i simbionti. Il ruolo dei microrganismi simbionti è quello di sintetizzare determinati principi nutritivi essenziali assenti nella linfa.

## Piante ospiti
Gli Aleirodidi sono fondamentalmente oligofagi, ma risulta alquanto frequente anche la polifagia, in particolare per alcune specie di grande importanza agraria, come gli Aleurodidi delle serre sensu lato.
Sono attaccate piante sia erbacee sia legnose, ma sempre appartenenti alle Angiosperme. Non risultano infatti associazioni fra questi rincoti e le Gimnosperme.
Fra le piante attaccate dagli Aleirodidi di maggiore importanza economica, nelle regioni mediterranee, si annoverano le piante ortive, in particolare solanacee, cucurbitacee e leguminose da granella estive, un elevato numero di piante ornamentali, tutte le colture in serra e gli agrumi.

## Danni

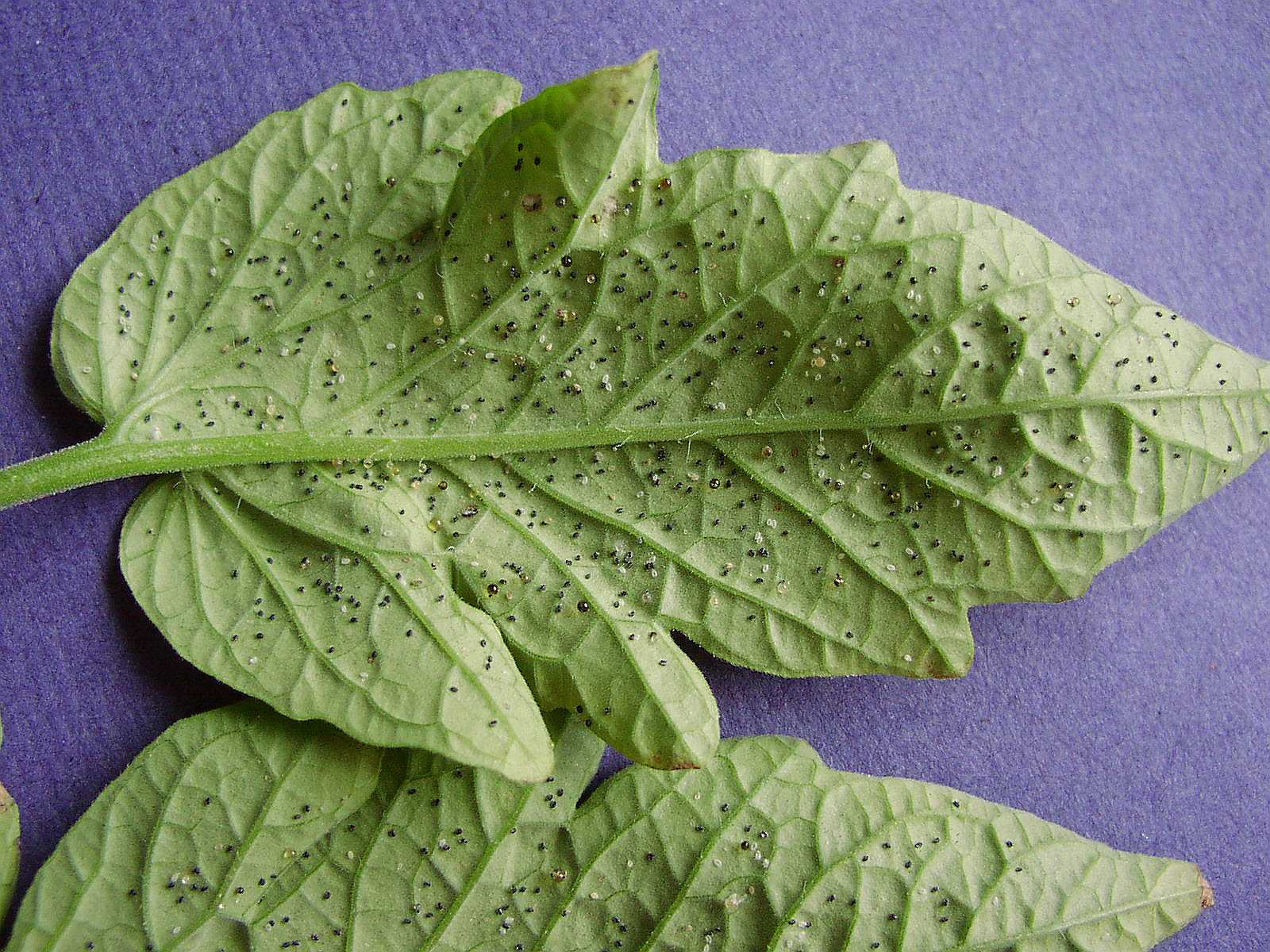
Foglia di pomodoro infestata da neanidi di aleirodidi, presumibilmente T. vaporariorum. Nonostante l'elevato numero di individui, l'infestazione non è ancora arrivata ad una fase tale da manifestare particolari danni.

L'attività trofica degli Aleirodidi produce danni di entità equiparabile a quelli degli afidi e di altri Omotteri dotati di un forte potenziale riproduttivo: la tendenza all'aggregazione formando grandi assembramenti, la frequente ricorrenza della partenogenesi, il ciclo breve di sviluppo in condizioni favorevoli, il numero elevato di generazioni, la facilità di diffusione geografica attraverso lo scambio internazionale delle merci, la polifagia, sono fattori che hanno trasformato alcune specie, divenute ormai cosmopolite, vere e proprie piaghe per l'agricoltura. La potenziale dannosità degli Aleirodidi è inoltre accentuata dalla difficoltà di controllo di questi fitomizi, specie in agrosistemi degradati, e dalla facilità con cui si instaurano fenomeni di resistenza agli insetticidi nelle razze partenogenetiche.
I fattori di danno consistono nelle punture di alimentazione, nella produzione di melata e nella trasmissione di virus.
Le punture di nutrizione causano da un lato i danni conseguenti alla sottrazione della linfa e da un altro le alterazioni a carico delle foglie, che si manifestano con necrosi puntiformi convergenti nel tempo in aree più ampie fino a produrre il disseccamento delle foglie. Gli attacchi da aleirodidi non producono comunque deformazioni delle foglie. In caso di massicce infestazioni, il danno si ripercuote inevitabilmente sulla produttività della pianta e sulla sua vitalità a causa della sottrazione della linfa e della riduzione dell'apparato assimilante. Nei casi più gravi le piante subiscono un progressivo deperimento che può avere anche esiti letali.
Anche se gli attacchi si concentrano, in genere, sulla pagina inferiore delle foglie, l'abbondante produzione di melata causa lo sgocciolamento e l'imbrattamento delle parti sottostanti. La melata è di per sé dannosa in quanto riduce l'efficacia dei trattamenti fitoiatrici e imbratta i prodotti, ma la conseguenza di maggiore gravità è il successivo sviluppo di funghi saprofiti agenti della fumaggine. L'insediamento della fumaggine, oltre a provocare il deprezzamento dei prodotti, forma una fitta copertura opaca che ostacola la fotosintesi, aggravando ulteriormente i danni diretti causati dall'attività trofica.
La trasmissione di virus del genere Begomovirus, da parte degli Aleirodidi, fu accertata nella metà degli anni ottanta nel ceppo B di Bemisia tabaci, ritenuto da diversi Autori una differente specie con il nome di Bemisia argentifolii. Questo fitomizo polifago, associato principalmente alle solanacee è ritenuto vettore di numerosi virus, fra i quali l'agente eziologico dell'arricciamento fogliare giallo del pomodoro (TYLCV, Tomato Yellow Leaf-Curl Virus), una delle virosi più gravi a carico del pomodoro.
Anche il Trialeurodes vaporariorum è un vettore di virus, sia pure meno incisivo della Bemisia: è stato riscontrato che, insieme ad altri aleirodidi, può trasmettere l'agente della Clorosi infettiva del pomodoro (TICV, Tomato Infectious Chlorosis Virus, o ToCV, Tomato Chlorosis Virus) al pomodoro e ad altre piante ortive e ornamentali, fra cui la lattuga e la scarola.

## Metodi di lotta
La lotta agli Aleirodidi si è sempre rivelata problematica a causa del concorso di alcuni fattori. Hanno una certa rilevanza l'elevato potenziale riproduttivo, l'insorgenza di fenomeni di resistenza, la difficoltà intrinseca di raggiungere la pagina inferiore delle foglie con gli insetticidi di copertura, la polifagia, la mobilità degli adulti e, infine, la semplificazione degli agrosistemi, in particolare le colture protette, in termini di biodiversità.
I trattamenti chimici, di tipo curativo, si attuano ricorrendo ad una vasta gamma di principi attivi per contatto o per ingestione, fra i quali emergono i piretroidi, come insetticidi di copertura, ad alto potere abbattente, e in generale gli endoterapici (sistemici e translaminari) efficaci in particolare contro gli insetti ad apparato boccale pungente-succhiante. Contro gli stadi giovanili si può intervenire anche con insetticidi che agiscono per asfissia, che sono comunque poco efficaci sugli adulti a causa della loro mobilità. Va inoltre ricordato che i trattamenti insetticidi curativi possono rivelarsi di scarsa efficacia in caso di grandi infestazioni, in quanto la melata e la fumaggine ostacolano l'attività del principio attivo. Nelle serre un intervento raccomandato è la fumigazione, attuata naturalmente come trattamento preventivo prima del ciclo colturale.
Le difficoltà intrinseche della lotta chimica convenzionale hanno favorito lo sviluppo di pratiche alternative che oggi rientrano nel novero dei metodi della lotta integrata. Di notevole rilevanza è il ricorso alla lotta biologica, in particolare contro gli aleurodidi delle serre, con il metodo inondativo. A titolo di esempio, nell'Europa centrale la cultura della lotta biologica ha avuto impulso, a partire dagli anni sessanta, proprio per la necessità di combattere alcuni fitofagi delle serre, in particolare T. vaporariorum e l'acaro Tetranychus urticae. Il contesto ha favorito la diffusione dell'allevamento del calcidoideo parassitoide Encarsia formosa, contro l'aleurode, e dell'acaro predatore Phytoseiulus persimilis, contro il Tetranychus, talvolta su iniziativa di associazioni agricole; tale attività ha favorito in seguito l'estensione ad altri ambiti della lotta biologica con l'introduzione di nuove specie di ausiliari. Le condizioni ambientali del Nord e Centro Europa sono favorevoli all'impiego dell'Encarsia, in quanto obbligano ad una stabilizzazione del grado di climatizzazione delle serre, ampliando notevolmente il periodo utile in cui il parassitoide si rivela efficace. Al contrario, nelle regioni mediterranee le condizioni ambientali sono sempre state più sfavorevoli alla lotta biologica: le migliori condizioni climatiche in pieno inverno portano di fatto al ricorso di tecniche di climatizzazione più blande, come la coltivazione in serra fredda o la sospensione del riscaldamento durante la giornata; di conseguenza l'ambiente della serra è soggetto ad elevate escursioni termiche giornaliere che si ripercuotono sul potenziale biotico del parassitoide. Questa situazione fa sì che l'efficacia dei lanci di Encarsia si riduca al solo periodo primaverile, lasciando esposte le colture nel periodo invernale. Solo di recente si è sviluppata la possibilità di integrare la lotta primaverile contro l'aleurodide con lanci di miridi predatori, più efficaci nel periodo invernale anche contro basse pullulazioni di mosche bianche.
Al di là dell'interesse riscosso dalla lotta biologica nelle colture protette, va specificato che la lotta integrata contro gli aleurodidi degli agrumi ha beneficiato largamente della lotta biologica con il metodo propagativo, per l'efficacia del controllo naturale attuato da Encarsia lahorensis (parassitoide) e Clithostetus arcuatus (coccinellide predatore), contro il Dialeurodes citri, e da Cales noacki (calcidoideo parassitoide) e Cryptolaemus montrouzieri (coccinellide predatore), contro l'Aleurothrixus floccosus.

## Sistematica
La famiglia comprende circa 1550 e si suddivide in due sottofamiglie: Aleyrodinae e Aleyrodicinae. Mentre l'inquadramento della sottofamiglia degli Aleyrodinae è ben delineato e pressoché accettato universalmente, quello degli Aleyrodicinae è stato oggetto di incertezze e controversie in merito alla posizione del genere Udamoselis Enderlein, 1909. Solo le acquisizioni dai più recenti lavori farebbero luce sulla effettiva posizione di questo genere.
Il genere Udamoselis, a cui fanno capo Aleirodidi primitivi di grandi dimensioni (circa 5 mm di lunghezza), fu descritto da ENDERLEIN nel 1909 sulla base di un unico esemplare maschio, perso nel corso della seconda guerra mondiale. L'Autore definì specificamente la sottofamiglia Udamoselinae e vi inserì anche il genere Aleurodicus Douglas, 1892, senza però discuterne i criteri. Nel 1913, QUAINTANCE e BAKER definirono una nuova sottofamiglia, Aleyrodicinae, per includervi Aleurodicus e altri generi tropicali. Gli autori mantennero disgiunta la sottofamiglia Udamoselinae, in base ai caratteri intrinseci di primitività (grandi dimensioni e complessità della venatura alare), tuttavia, dagli anni settanta in poi, diversi Autori hanno espresso dubbi sulla pertinenza della tassonomia proposta da ENDERLEIN. La controversia è durata fino agli inizi del terzo millennio, a causa della impossibilità oggettiva di inquadrare il genere in assenza di sufficienti elementi morfologici. Fino al 2000 differenti pubblicazioni inquadravano il genere fra gli Udamoselinae o gli Aleurodicinae. Negli ultimi anni, le acquisizioni ricavate dal ritrovamento di nuovi esemplari hanno permesso di avvalorare l'ipotesi che Udamoselis possa essere inserito nella sottofamiglia Aleurodicinae e, quindi, Udamoselinae si possa considerare un sinonimo.

## Specie europee

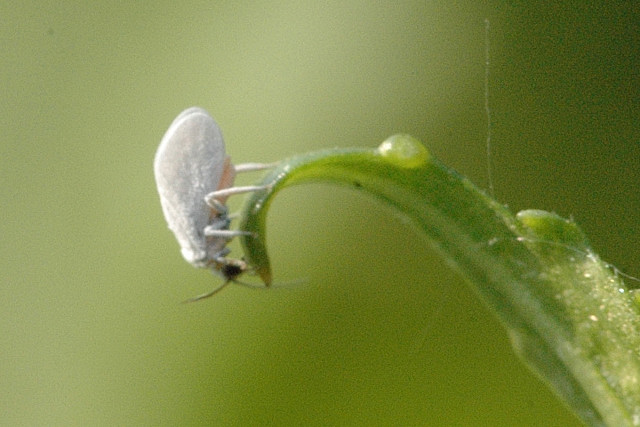
Siphoninus phyllireae, specie comune in Europa ma solo occasionalmente dannosa.

In Europa sono presenti oltre 50 specie ripartite in circa 30 generi. Molte delle specie indigene sono poco dannose e responsabili di attacchi di una certa entità solo occasionalmente. Altre specie, per lo più introdotte da altre regioni in tempi più o meno recenti, sono invece caratterizzate da una notevole dannosità, probabilmente per un'insufficiente presenza di antagonisti naturali e, soprattutto, per il degrado degli agrosistemi. Infatti, l'adozione di pratiche di lotta biologica e integrata è spesso risolutiva nei confronti di questi insetti.
Fra le specie italiane di maggior interesse agrario si citano le seguenti:
- Aleurothrixus floccosus. "Aleirodide fioccoso degli agrumi". Associato prevalentemente agli agrumi, è spesso ritenuto erroneamente dai profani una cocciniglia, confondendolo con la Cocciniglia cotonosa, a causa delle abbondanti produzioni fioccose di cera. Di origine neotropicale, in Italia sono stati segnalati i primi focolai alla fine degli anni settanta ma si è diffuso nel corso degli anni ottanta, soprattutto negli agrumeti delle regioni costiere. Di difficile controllo con la fitoiatria convenzionale, si combatte invece facilmente con la lotta integrata dopo eventuali lanci inoculativi di Cales noacki.
- Bemisia tabaci. "Aleirodide delle solanacee" o "Aleirodide degli orti" o "Aleirodide del tabacco". Insieme al T. vaporariorum è l'aleirodide di maggior interesse economico, ritenuto ancora più dannoso in quanto vettore di alcune decine di virosi. Di origine incerta, è attualmente diffuso in tutte le regioni tropicali e subtropicali della Terra. In Europa si segnalò la sua presenza già dalla fine del XIX secolo, in Grecia, mentre la comparsa in Italia fu documentata da Silvestri nel 1939[7]. Per decenni, questo fitomizo si è rivelato dannoso solo occasionalmente, nonostante già negli anni settanta fosse nota la possibilità di trasmissione di diverse virosi[14][15]. Si ritiene che, fino agli anni ottanta, in Europa fosse presente solo il ceppo A, poco dannoso. L'emergenza fitosanitari si ebbe a partire dalla fine degli anni ottanta con la diffusione del ceppo B, più resistente agli insetticidi e più polifago[7]. In Italia è presente solo nelle regioni meridionali e insulari e ha manifestato la sua dannosità soprattutto nella serricoltura della Sardegna e della Sicilia.
- Dialeurodes citri. "Aleirodide degli agrumi" o "Dialeurode". Associato prevalentemente agli agrumi, è di origine asiatica ed è presente in Italia dagli anni cinquanta[16], introdotto nel bacino del Mediterraneo dal Nordamerica. In genere è poco dannoso quando nell'agrumeto si adottano pratiche di difesa sostenibile, soprattutto riducendo il numero dei trattamenti fitoiatrici.
- Parabemisia myricae. "Mosca bianca giapponese". Specie polifaga, di origine asiatica, si è diffusa negli ultimi decenni in altre parti dell'Asia e da qui al Nordamerica. In Italia è presente dal 1990[17] in Sicilia, Calabria, Basilicata e Campania, nelle località a vocazione agrumicola. Attacca soprattutto gli agrumi e altri fruttiferi. Si combatte soprattutto con la lotta integrata, adottando a scopo di prevenzione pratiche agronomiche tese a creare un ambiente sfavorevole al fitofago e intervenendo con trattamenti fitoiatrici al superamento della soglia d'intervento.
- Trialeurodes vaporariorum. "Aleirodide delle serre" o "Trialeirode". Estremamente polifago è di origine neotropicale, ma è diventato cosmopolita. Nelle regioni temperate fredde è presente solo in ambienti protetti, mentre in Italia svolge il suo ciclo in serra durante la stagione fredda e all'aperto nel corso dell'estate. È senza dubbio uno degli aleurodidi più conosciuti e temuti per l'entità dei danni prodotti. Attacca oltre 250 specie, rivelandosi dannoso alle colture orticole e floricole. All'aperto si riesce in genere a controllarlo con pratiche di lotta ecocompatibili, mentre in serra richiede assolutamente tecniche razionali basate sulla prevenzione. La lotta biologica è spesso la tecnica risolutiva purché adottata razionalmente.

Altri aleirodidi comuni, ma di scarso interesse economico perché innocui o solo occasionalmente dannosi, sono i seguenti:
- Aleurolobus olivinus. "Aleirodide nero dell'olivo". Specie oligofaga, è associata all'olivo e agli ilatri.
- Aleyrodes elevatus. "Aleirodide del fico". Associato al fico, svolge parte del ciclo sulla Mercurialis annua.
- Aleyrodes proletella. "Aleirodide delle brassicacee". Estremamente polifago, si rinviene però frequentemente sui cavoli e sulle brassicacee in generale.
- Siphoninus phillyreae. "Sifonino delle pomacee". Specie oligofaga, è associata al melo e ad altre piante arboree o arbustive delle Pomoideae e delle Oleaceae. In genere è innocuo, ma può occasionalmente rivelarsi dannoso nei meleti dell'Italia meridionale degradati a causa di pratiche fitoiatriche irrazionali.